# Breakbeat
Breakbeat är en elektronisk musiksamlingsgenre som lägger fokus på trummor och rytmer. Rytmerna går i 4/4-takt och är forcerande och gärna högt mixade i jämförelse med andra musikstilar. Det hör till vanligheterna att producenter i genren samplar av trumsolon från gamla funklåtar och loopar upp dem och bearbetar dem. 
Kända namn är bland andra: The Prodigy, Fatboy Slim, The Chemical Brothers, The Crystal Method, Propellerheads, Music Instructor, Bomfunk MC's med flera.